# La Capelle-Bleys
La Capelle-Bleys (La Capèla Blèis en occitan) est une commune française située dans le département de l'Aveyron en région Occitanie.

## Géographie

### Localisation et communes limitrophes
La commune de La Capelle-Bleys se trouve à l'ouest  du département de l'Aveyron, dans la petite région agricole du Ségala.
Elle se situe à 45 km par la route de Rodez, préfecture du département, à 17 km de Villefranche-de-Rouergue, sous-préfecture, et à 6 km de Rieupeyroux, bureau centralisateur du canton d'Aveyron et Tarn dont dépend la commune depuis 2015. La commune fait en outre partie du bassin de vie de Rieupeyroux.
Les communes les plus proches sont, : 
Vabre-Tizac (3,7 km), Rieupeyroux (4,5 km), La Bastide-l'Évêque (6,4 km), Saint-Salvadou (6,7 km), Lescure-Jaoul (7,7 km), La Salvetat-Peyralès (8,5 km), Lunac (8,6 km), Castanet (8,7 km), Pradinas (8,9 km).

### Paysages et reliefs
Située à l'ouest du plateau du Ségala, La Capelle-Bleys est une commune rurale de 391 habitants répartis entre le bourg centre, autrefois appelé Douzoulet, et plusieurs hameaux : Bleys, Ayres, Montloubet, La Bessarède, la Fage, Jarlagou où prend sa source le Jaoul qui constitue à l'est la limite avec la commune de Rieupeyroux. Son altitude varie de 514 m sur les bords du Jaoul, vers Tarfume, à 728 m au Puech Haut. Sa superficie est de 1563 hectares.

### Hameaux
La commune comprend plusieurs hameaux :
Ayres, Bleys, La Fage, La Bessarède, La Peyrière (ZA), Le Bourgnou, Le Jarlagou, Le Parayre, Montloubet, ainsi que quelques fermes isolées.
Le bourg de cette commune s'appelait autrefois Le Douzoulet.

### Hydrographie

#### Réseau hydrographique

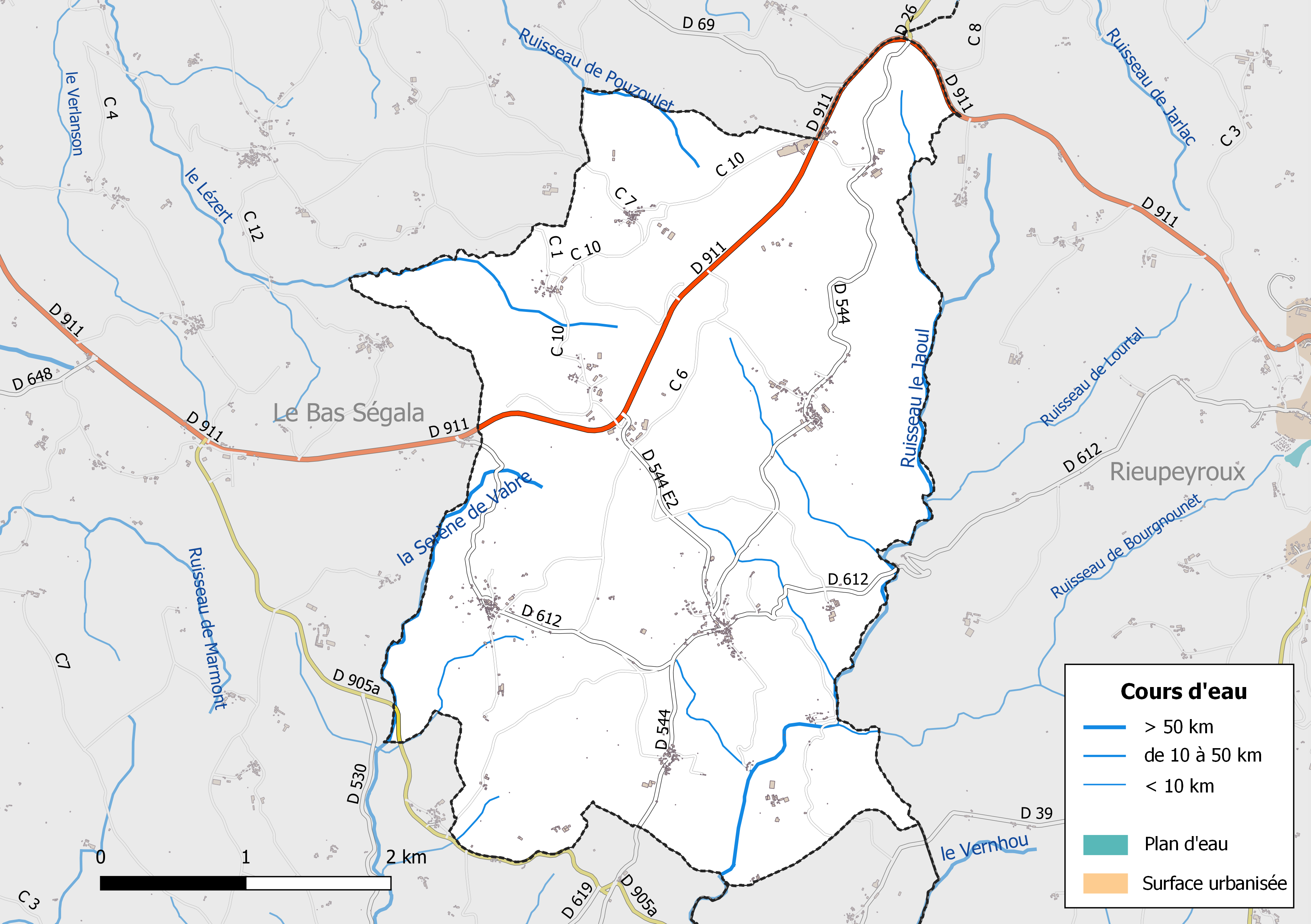
Réseaux hydrographique et routier de La Capelle-Bleys.

La commune est drainée par la Petite Serène, le Jaoul, le Lézert, le ruisseau de Pouzoulet, le ruisseau de Bourgnounet et par divers petits cours d'eau.
La Petite Serène, d'une longueur totale de 13,6 km, prend sa source dans la commune de La Capelle-Bleys et se jette  dans la Petite Serène à La Fouillade, après avoir arrosé 5 communes.
Le Jaoul, d'une longueur totale de 22,5 km, prend sa source dans la commune de Rieupeyroux et se jette  dans le Viaur à La Salvetat-Peyralès, après avoir arrosé 5 communes.
Le Lézert, d'une longueur totale de 39 km, prend sa source dans la commune de Baraqueville et se jette  dans l'Aveyron près de Laguépie, après avoir arrosé 12 communes.

#### Gestion des cours d'eau
Afin d’atteindre le bon état des eaux imposé par la Directive-cadre sur l'eau du 23 octobre 2000, plusieurs outils de gestion intégrée s’articulent à différentes échelles pour définir et mettre en œuvre un programme d’actions de réhabilitation et de gestion des milieux aquatiques : le SDAGE (Schéma directeur d'aménagement et de gestion des eaux), à l’échelle du bassin hydrographique, et le SAGE (Schéma d'aménagement et de gestion des eaux), à l’échelle locale. Ce dernier fixe les objectifs généraux d’utilisation, de mise en valeur et de protection quantitative et qualitative des ressources en eau superficielle et souterraine. Trois SAGE sont mis en oeuvre dans le département de l'Aveyron.
La commune fait partie du SAGE du bassin versant du Viaur, approuvé le 28 mars 2018, au sein du SDAGE Adour-Garonne. Le périmètre de ce SAGE couvre 89 communes, sur trois départements (Aveyron, Tarn et Tarn-et-Garonne),. Le pilotage et l’animation du SAGE sont assurés par l’établissement public d'aménagement et de gestion des eaux (EPAGE) du bassin du Viaur, une structure qui regroupe les établissements publics de coopération intercommunale à fiscalité propre (EPCI-FP) dont le territoire est inclus (en totalité ou partiellement) dans le bassin hydrographique du Viaur et les structures gestionnaires de l’alimentation en eau potable des populations et qui disposent d’une ressource sur le bassin versant du Viaur. Il correspond à l’ancien syndicat mixte du Bassin versant du Viaur,.

### Climat
Pour des articles plus généraux, voir Climat de l'Occitanie et Climat de l'Aveyron.
En 2010, le climat de la commune est de type climat océanique altéré, selon une étude s'appuyant sur une série de données couvrant la période 1971-2000. En 2020, Météo-France publie une typologie des climats de la France métropolitaine dans laquelle la commune est dans une zone de transition entre le climat océanique altéré et le climat de montagne et est dans la région climatique Sud-est du Massif Central, caractérisée par une pluviométrie annuelle de 1 000 à 1 500 mm, minimale en été, maximale en automne.
Pour la période 1971-2000, la température annuelle moyenne est de 11 °C, avec une amplitude thermique annuelle de 15,2 °C. Le cumul annuel moyen de précipitations est de 1 028 mm, avec 12,4 jours de précipitations en janvier et 6,6 jours en juillet. Pour la période 1991-2020, la température moyenne annuelle observée sur la station météorologique la plus proche, située sur la commune du Bas Ségala à 6 km à vol d'oiseau, est de 12,4 °C et le cumul annuel moyen de précipitations est de 1 062,4 mm,. Pour l'avenir, les paramètres climatiques de la commune estimés pour 2050 selon différents scénarios d'émission de gaz à effet de serre sont consultables sur un site dédié publié par Météo-France en novembre 2022.

### Milieux naturels et biodiversité
Aucun espace naturel présentant un intérêt patrimonial n'est recensé sur la commune dans l'inventaire national du patrimoine naturel,,.

## Urbanisme

### Typologie
Au 1er janvier 2024, La Capelle-Bleys est catégorisée commune rurale à habitat très dispersé, selon la nouvelle grille communale de densité à 7 niveaux définie par l'Insee en 2022.
Elle est située hors unité urbaine. Par ailleurs la commune fait partie de l'aire d'attraction de Villefranche-de-Rouergue, dont elle est une commune de la couronne,. Cette aire, qui regroupe 34 communes, est catégorisée dans les aires de moins de 50 000 habitants,.

### Occupation des sols

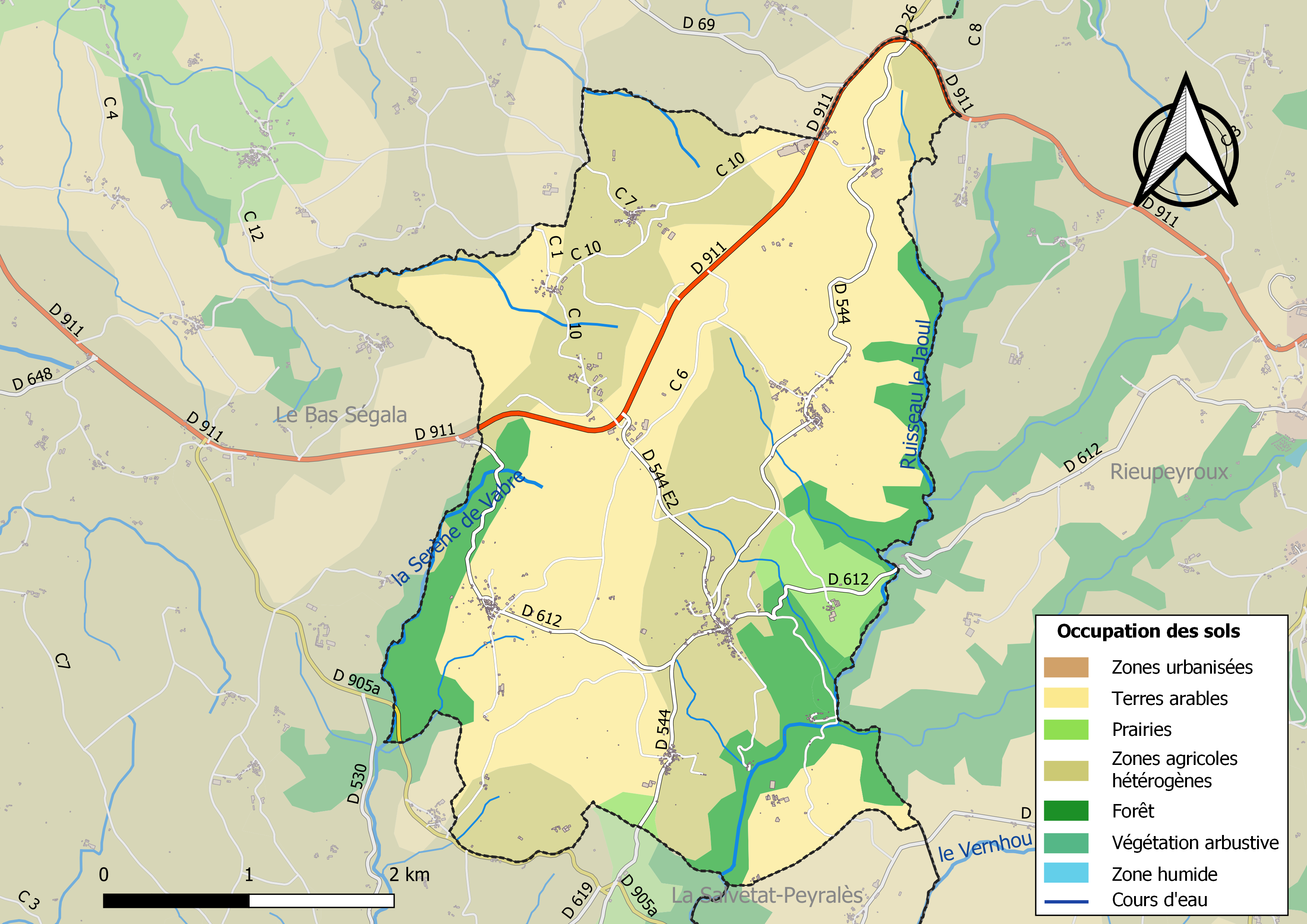
Infrastructures et occupation des sols de la commune de La Capelle-Bleys.

L'occupation des sols de la commune, telle qu'elle ressort de la base de données européenne d’occupation biophysique des sols Corine Land Cover (CLC), est marquée par l'importance des territoires agricoles (86,4 % en 2018), une proportion identique à celle de 1990 (86,4 %). La répartition détaillée en 2018 est la suivante : 
terres arables (50,7 %), zones agricoles hétérogènes (32,2 %), forêts (13,6 %), prairies (3,5 %).

### Planification
La loi SRU du 13 décembre 2000 a incité fortement les communes à se regrouper au sein d’un établissement public, pour déterminer les partis d’aménagement de l’espace au sein d’un SCoT, un document essentiel d’orientation stratégique des politiques publiques à une grande échelle. La commune est dans le territoire du SCoT du Centre Ouest Aveyron  approuvé en février 2020. La structure porteuse est le Pôle d'équilibre territorial et rural Centre Ouest Aveyron, qui associe neuf EPCI, notamment la communauté de communes Aveyron Bas Ségala Viaur, dont la commune est membre.
La commune avait engagé en 2017 l'élaboration d'une carte communale.

### Risques majeurs
Le territoire de la commune de La Capelle-Bleys est vulnérable à différents aléas naturels : climatiques (hiver exceptionnel ou canicule), feux de forêts et séisme (sismicité très faible).
Il est également exposé à un risque technologique, le transport de matières dangereuses, et à deux risques particuliers, les risques radon et minier,.

#### Risques naturels
Le Plan départemental de protection des forêts contre les incendies découpe le département de l’Aveyron en sept « bassins de risque » et définit une sensibilité des communes à l’aléa feux de forêt (de faible à très forte). La commune est classée en sensibilité faible.

#### Risques technologiques
Le risque de transport de matières dangereuses sur la commune est lié à sa traversée par une route à fort trafic. Un accident se produisant sur une telle infrastructure est en effet susceptible d’avoir des effets graves au bâti ou aux personnes jusqu’à 350 m, selon la nature du matériau transporté. Des dispositions d’urbanisme peuvent être préconisées en conséquence.

#### Risques particuliers
La commune est concernée par le risque minier, principalement lié à l’évolution des cavités souterraines laissées à l’abandon et sans entretien après l’exploitation des mines.
Dans plusieurs parties du territoire national, le radon, accumulé dans certains logements ou autres locaux, peut constituer une source significative d’exposition de la population aux rayonnements ionisants. Toutes les communes du département sont concernées par le risque radon à un niveau plus ou moins élevé. La commune de Capelle-Bleys est classée à risque moyen à élevé.

## Histoire
La commune de La Capelle-Bleys tire son nom d'une chapelle, située autrefois au Puech de la Sala et dont les fondations de l'église et du presbytère étaient encore visibles à la fin du XVIIe siècle. On y avait accolé le nom du village le plus important situé à l'est, Bleys. Reliés à la paroisse de Rieupeyroux, les habitants de La Capelle-Bleys ressentaient des difficultés dans la pratique du culte du fait de leur éloignement. Ils demandèrent donc à être réunis en paroisse en 1779. La requête reçut une réponse favorable de l'évêque de Rodez, Mgr Champion de Cicé : celui-ci, par ordonnance, créa la nouvelle paroisse de La Capelle-Bleys. La même année, le Vicaire Général Charles de Layrolle, après avoir visité les lieux, décide que le village de Douzoulet accueillera la nouvelle église.
Après de nombreuses années où le culte s'est pratiqué dans différents lieux de la paroisse, la première église a été construite en 1812. En 1872, le conseil municipal décide la construction d'un nouvel édifice dont la construction prend fin en 1884. L'autonomie de la commune, qui constituait jusque-là une section de la commune de La Bastide L'Évêque, est votée par l'Assemblée nationale le 24 janvier 1862. Son premier maire, nommé par arrêté préfectoral, sera Jean Pierre Vialadieu.

## Politique et administration

### Découpage territorial
La commune de La Capelle-Bleys est membre de la communauté de communes Aveyron Bas Ségala Viaur, un établissement public de coopération intercommunale (EPCI) à fiscalité propre créé le 28 décembre 2001 dont le siège est à Rieupeyroux. Ce dernier est par ailleurs membre d'autres groupements intercommunaux.
Sur le plan administratif, elle est rattachée à l'arrondissement de Villefranche-de-Rouergue, au département de l'Aveyron et à la région Occitanie. Sur le plan électoral, elle dépend du  canton d'Aveyron et Tarn pour l'élection des conseillers départementaux, depuis le redécoupage cantonal de 2014 entré en vigueur en 2015, et de la deuxième circonscription de l'Aveyron  pour les élections législatives, depuis le dernier découpage électoral de 2010.

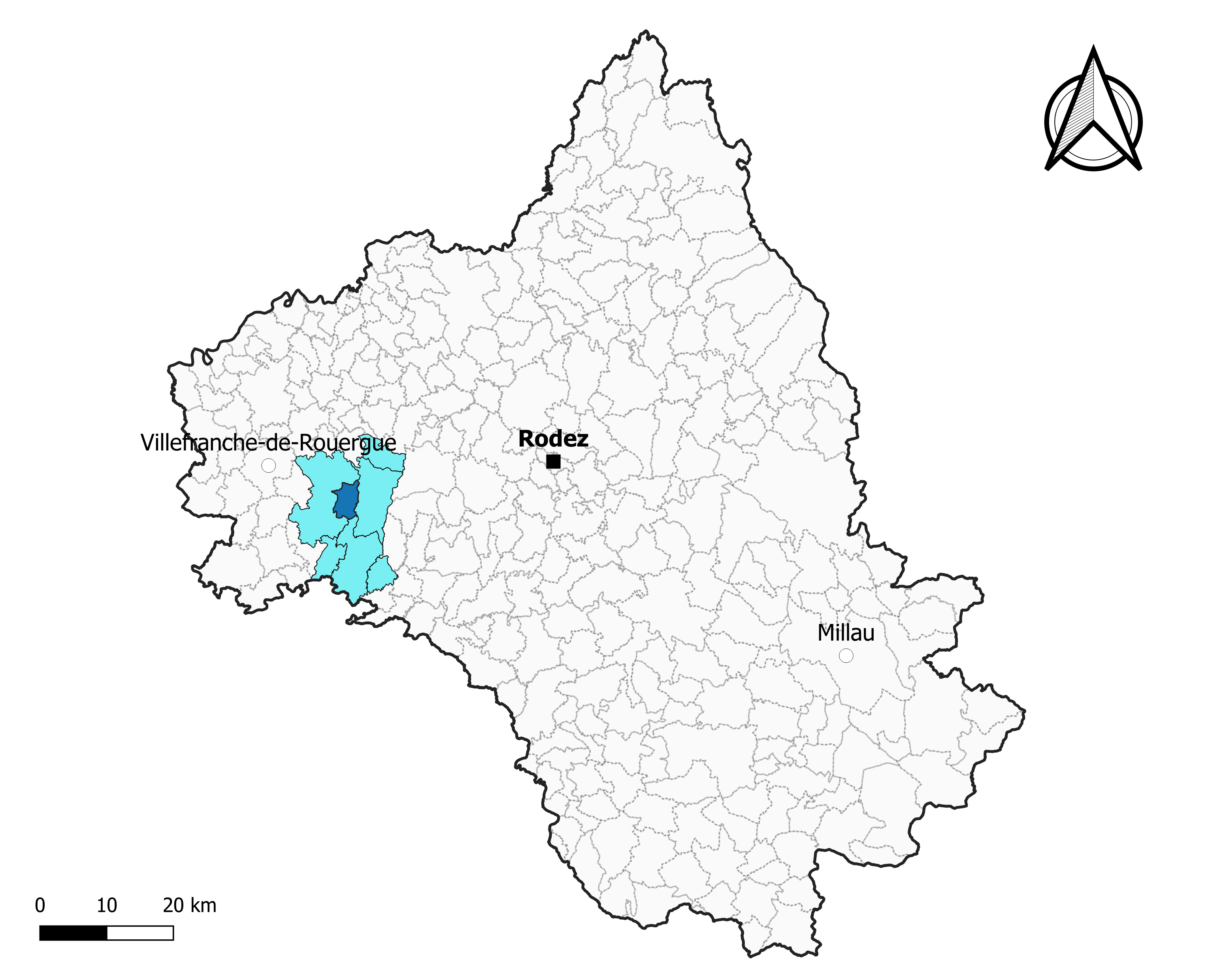
La Capelle-Bleys dans l'intercommunalité en 2020.
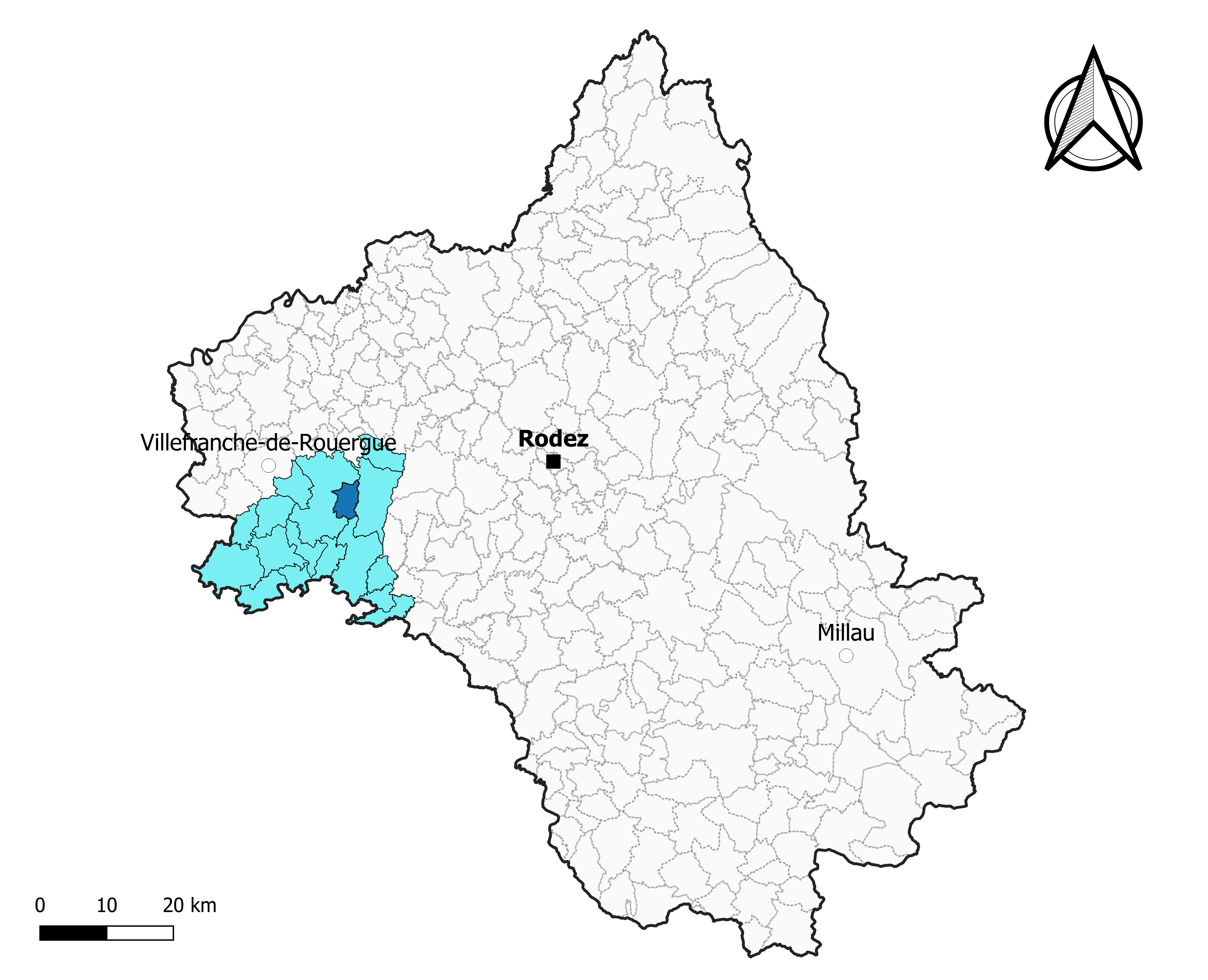
La Capelle-Bleys dans le canton d'Aveyron et Tarn en 2020.
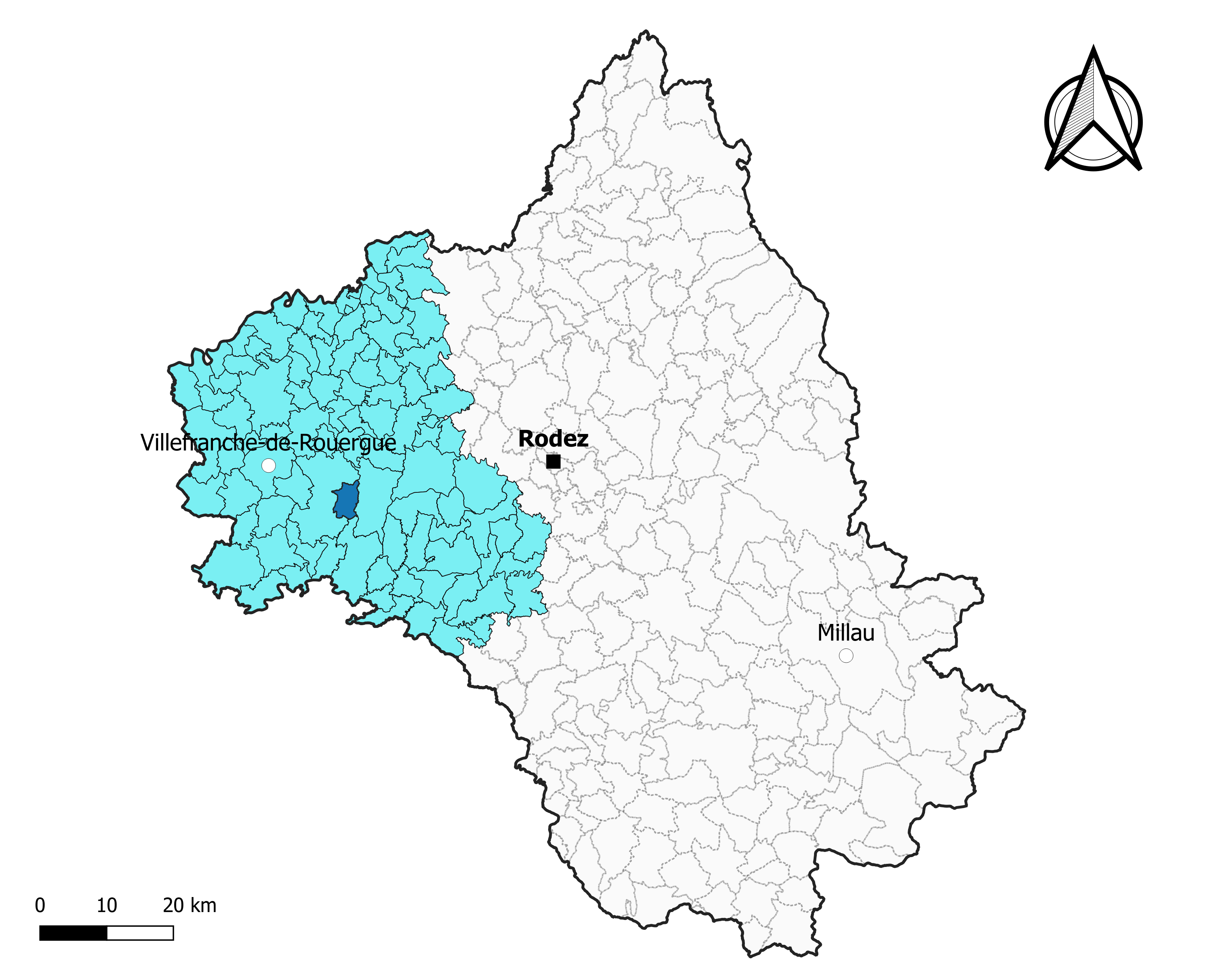
La Capelle-Bleys dans l'arrondissement de Villefranche-de-Rouergue en 2020.

### Élections municipales et communautaires

#### Élections de 2020
Le conseil municipal de La Capelle-Bleys, commune de moins de 1 000 habitants, est élu au scrutin majoritaire plurinominal à deux tours avec candidatures isolées ou groupées et possibilité de panachage. Compte tenu de la population communale, le nombre de sièges à pourvoir lors des élections municipales de 2020 est de 11. La totalité des onze candidats en lice est élue dès le premier tour, le 15 mars 2020, avec un taux de participation de 58,28 %.
Alain Bessac, maire sortant, est réélu pour un nouveau mandat le 26 mai 2020.
Dans les communes de moins de 1 000 habitants, les conseillers communautaires sont désignés parmi les conseillers municipaux élus en suivant l’ordre du tableau (maire, adjoints puis conseillers municipaux) et dans la limite du nombre de sièges attribués à la commune au sein du conseil communautaire. Deux sièges sont attribués à la commune au sein de la communauté de communes Aveyron Bas Ségala Viaur.

#### Liste des maires

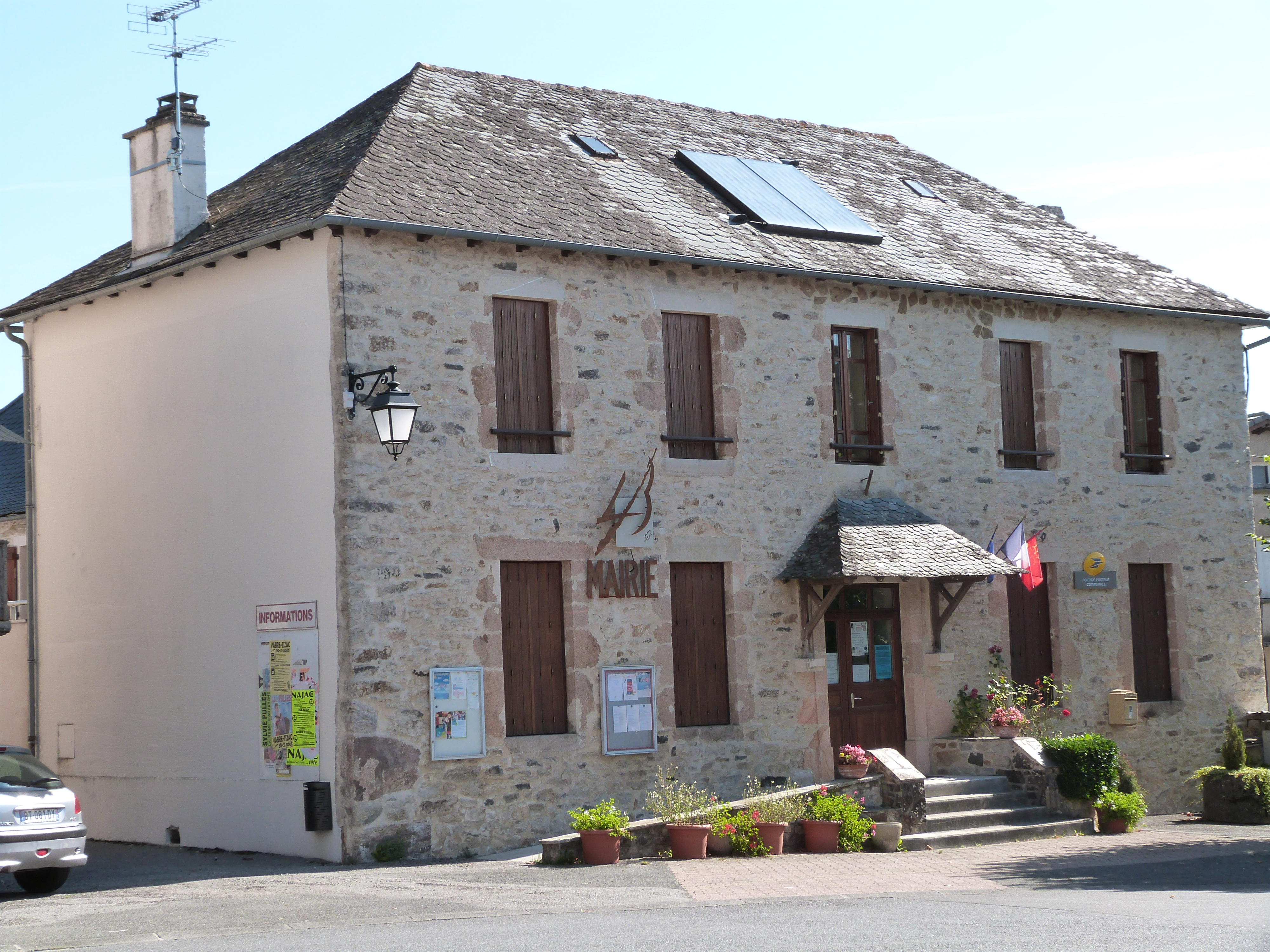
La mairie.

| Période                                  | Période                   | Identité                 | Étiquette      | Qualité                                                              |
| ---------------------------------------- | ------------------------- | ------------------------ | -------------- | -------------------------------------------------------------------- |
| Les données manquantes sont à compléter. |                           |                          |                |                                                                      |
| 1853                                     |                           | Jean-Pierre Vialadieu    |                |                                                                      |
| 1865                                     |                           | Antoine Caussanel        |                |                                                                      |
| 1870                                     |                           | François Caussanel       |                |                                                                      |
| 1908                                     |                           | Charles Bouscayrol       |                |                                                                      |
| 1919                                     | 1941 (démission d'office) | Marius Bouscayrol        |                | Révoqué par le Gouvernement de Vichy                                 |
| Les données manquantes sont à compléter. |                           |                          |                |                                                                      |
| 1944                                     | 1970                      | Marius Bouscayrol        |                |                                                                      |
| 1971                                     | mars 1983                 | Jean Lafargue            |                |                                                                      |
| mars 1983                                | mars 2001                 | Pierre Marty             | PS puis SE-DVG | Conseiller général du canton de Rieupeyroux (1982-1988 et 1994-2001) |
| mars 2001                                | mars 2008                 | François Xavier Trémolet | SE             |                                                                      |
| mars 2008                                | En cours                  | Alain Bessac,            |                | Ancienne profession intermédiaire                                    |

## Population et société

### Démographie
L'évolution du nombre d'habitants est connue à travers les recensements de la population effectués dans la commune depuis 1793. Pour les communes de moins de 10 000 habitants, une enquête de recensement portant sur toute la population est réalisée tous les cinq ans, les populations de référence des années intermédiaires étant quant à elles estimées par interpolation ou extrapolation. Pour la commune, le premier recensement exhaustif entrant dans le cadre du nouveau dispositif a été réalisé en 2008.

En 2022, la commune comptait 355 habitants, en évolution de −3,79 % par rapport à 2016 (Aveyron : +0,37 %, France hors Mayotte : +2,11 %).
| 1793 | 1800 | 1866 | 1872  | 1876  | 1881  | 1886  | 1891  | 1896  |
| ---- | ---- | ---- | ----- | ----- | ----- | ----- | ----- | ----- |
| 804  | 669  | 950  | 1 035 | 1 122 | 1 138 | 1 104 | 1 009 | 1 014 |

| 1901 | 1906 | 1911 | 1921 | 1926 | 1931 | 1936 | 1946 | 1954 |
| ---- | ---- | ---- | ---- | ---- | ---- | ---- | ---- | ---- |
| 881  | 845  | 797  | 697  | 654  | 626  | 614  | 583  | 545  |

| 1962 | 1968 | 1975 | 1982 | 1990 | 1999 | 2006 | 2008 | 2013 |
| ---- | ---- | ---- | ---- | ---- | ---- | ---- | ---- | ---- |
| 505  | 477  | 425  | 390  | 349  | 357  | 380  | 387  | 376  |

| 2018 | 2022 | - | - | - | - | - | - | - |
| ---- | ---- | - | - | - | - | - | - | - |
| 352  | 355  | - | - | - | - | - | - | - |

### Enseignement
L'école de la Capelle-Bleys est en lien avec celle de Lescure-Jaoul.

## Économie

### Revenus
En 2018  (données Insee publiées en septembre 2021), la commune compte 152 ménages fiscaux, regroupant 348 personnes. La médiane du revenu disponible par unité de consommation est de 19 790 € (20 640 € dans le département).

### Emploi
| Division       | 2008  | 2013  | 2018  |
| -------------- | ----- | ----- | ----- |
| Commune        | 7,9 % | 7,2 % | 5,6 % |
| Département    | 5,4 % | 7,1 % | 7,1 % |
| France entière | 8,3 % | 10 %  | 10 %  |

En 2018, la population âgée de 15 à 64 ans s'élève à 197 personnes, parmi lesquelles on compte 72,1 % d'actifs (66,5 % ayant un emploi et 5,6 % de chômeurs) et 27,9 % d'inactifs,. En  2018, le taux de chômage communal (au sens du recensement) des 15-64 ans est inférieur à celui de la France et département, alors qu'en 2008 il était supérieur à celui du département et inférieur à celui de la France.
La commune fait partie de la couronne de l'aire d'attraction de Villefranche-de-Rouergue, du fait qu'au moins 15 % des actifs travaillent dans le pôle,. Elle compte 147 emplois en 2018, contre 150 en 2013 et 192 en 2008. Le nombre d'actifs ayant un emploi résidant dans la commune est de 134, soit un indicateur de concentration d'emploi de 109,9 % et un taux d'activité parmi les 15 ans ou plus de 49 %.
Sur ces 134 actifs de 15 ans ou plus ayant un emploi, 48 travaillent dans la commune, soit 36 % des habitants. Pour se rendre au travail, 81,3 % des habitants utilisent un véhicule personnel ou de fonction à quatre roues, 7,4 % s'y rendent en deux-roues, à vélo ou à pied et 11,2 % n'ont pas besoin de transport (travail au domicile).

### Activités hors agriculture
25 établissements sont implantés à La Capelle-Bleys au 31 décembre 2019. Le tableau ci-dessous en détaille le nombre par secteur d'activité et compare les ratios avec ceux du département,.
Le secteur de la construction est prépondérant sur la commune puisqu'il représente 32 % du nombre total d'établissements de la commune (8 sur les 25 entreprises implantées à La Capelle-Bleys), contre 13 % au niveau départemental.

### Agriculture
La commune est dans le Segala, une petite région agricole occupant l'ouest du département de l'Aveyron. En 2020, l'orientation technico-économique de l'agriculture  sur la commune est l'élevage bovin, orientation mixte lait et viande.
|               | 1988  | 2000  | 2010  | 2020  |
| ------------- | ----- | ----- | ----- | ----- |
| Exploitations | 46    | 33    | 29    | 20    |
| SAU (ha)      | 1 212 | 1 207 | 1 170 | 1 112 |

Le nombre d'exploitations agricoles en activité et ayant leur siège dans la commune est passé de 46 lors du recensement agricole de 1988  à 33 en 2000 puis à 29 en 2010 et enfin à 20 en 2020, soit une baisse de 57 % en 32 ans. Le même mouvement est observé à l'échelle du département qui a perdu pendant cette période 51 % de ses exploitations,. La surface agricole utilisée sur la commune a également diminué, passant de 1 212 ha en 1988 à 1 112 ha en 2020. Parallèlement la surface agricole utilisée moyenne par exploitation a augmenté, passant de 26 à 56 ha.

## Culture locale et patrimoine

### Lieux et monuments
- Église Saint-Jérôme de La Capelle-Bleys.

### Personnalités liées à la commune
- Nicole Belloubet (1955), professeur de droit, femme politique, ministre de la Justice dont la famille paternelle s'est installée sur la commune à la fin des années 1920[58].